# 女体
『女体』（じょたい）は、1964年（昭和39年）9月19日公開の東宝の製作・配給による日本映画。
田村泰次郎の小説『肉体の門』と『埴輪の女』の両作品のストーリーをベースに、恩地日出夫が脚色・監督した。上映時間95分、モノクロ、東宝スコープ。同時上映は『甘い汗』（監督：豊田四郎）。同年公開の鈴木清順による『肉体の門』（製作・配給：日活）との競作になった。
公開時のキャッチコピーは「私を満たして！飢えた現代に逆流する奔放な女の本能！」。

## キャスト
以下の役名と出演者名は東宝WEBに従った。
- 菅マヤ - 団令子
- 伊吹新太郎 - 南原宏治
- 浅田せん - 楠侑子
- 菊間町子 - 千之赫子
- 安井花江 - 岩崎豊子
- 乾美乃 - 坂本スミ子
- 洸二（マヤの夫） - 稲垣昭三
- 勝巳（マヤの子供） - 地神勉
- 千代（マヤの姑）- 村田嘉久子
- 高木宏（せんのつばめ） - 峰健二
- ミスター周 - 伴ヘンリー
- 国民服の男 - 小栗一也
- フロントの男 - 黒沢年雄
- クラブボーイ - 山田彰
- 外人客 - トム・モア
- 外国婦人 - ドウ・ピーリントン

## スタッフ
- 企画：藤本真澄
- 製作：清水雅
- プロデューサー：市川久夫
- 脚色・監督：恩地日出夫[5]
- 原作：田村泰次郎「肉体の門」「埴輪の女」[3]
- 音楽：武満徹[2]
- 撮影：内海正治[2]
- 美術：育野重一[2]
- 録音：藤好昌生[2]
- 照明：高島利雄[2]
- 編集：黒岩義民[2]
- 製作補：森岩雄
- 製作担当者：江口英彦[2]
- チーフ助監督：西村潔[2]
- 監督助手：中野昭慶
- スチール：田中一清[2]
- 整音：下永尚[2]
- 音響制作：東宝サウンドスタジオ
- 現像：光映新社
- 映像制作：東宝撮影所
- 配給：東宝[2]